# Communauté d’agglomération du Puy-en-Velay (vor 2017)
Die Communauté d’agglomération du Puy-en-Velay (vor 2017) ist ein ehemaliger französischer Gemeindeverband mit der Rechtsform einer Communauté d’agglomération im Département Haute-Loire in der Region Auvergne-Rhône-Alpes. Er wurde am 31. Dezember 1999 gegründet und umfasste 28 Gemeinden. Der Verwaltungssitz befand sich in der Stadt Le Puy-en-Velay.

## Historische Entwicklung
Mit Wirkung vom 1. Januar 2017 fusionierte der Gemeindeverband mit der Communauté de communes de l’Emblavez und der Communauté de communes du Pays de Craponne und bildete unter Einbeziehung weiterer Gemeinden aus anderen aufgelösten Verbänden die gleichnamige Nachfolgeorganisation Communauté d’agglomération du Puy-en-Velay. Trotz der Namensgleichheit handelt es sich um eine Neugründung mit anderer Rechtspersönlichkeit.

## Ehemalige Mitgliedsgemeinden
1. Aiguilhe
2. Arsac-en-Velay
3. Bains
4. Blavozy
5. Le Brignon
6. Brives-Charensac
7. Ceyssac
8. Chadrac
9. Chaspinhac
10. Chaspuzac
11. Coubon
12. Cussac-sur-Loire
13. Espaly-Saint-Marcel
14. Loudes
15. Le Monteil
16. Polignac
17. Le Puy-en-Velay
18. Saint-Christophe-sur-Dolaison
19. Saint-Germain-Laprade
20. Saint-Jean-de-Nay
21. Saint-Privat-d’Allier
22. Saint-Vidal
23. Sanssac-l’Église
24. Solignac-sur-Loire
25. Vals-près-le-Puy
26. Vazeilles-Limandre
27. Vergezac
28. Le Vernet